# Monte Teje
Il monte Teje (o monte Tejè) è una montagna di (1.546 m s.l.m.) delle Alpi Cozie situata in provincia di Cuneo (Piemonte).

## Caratteristiche

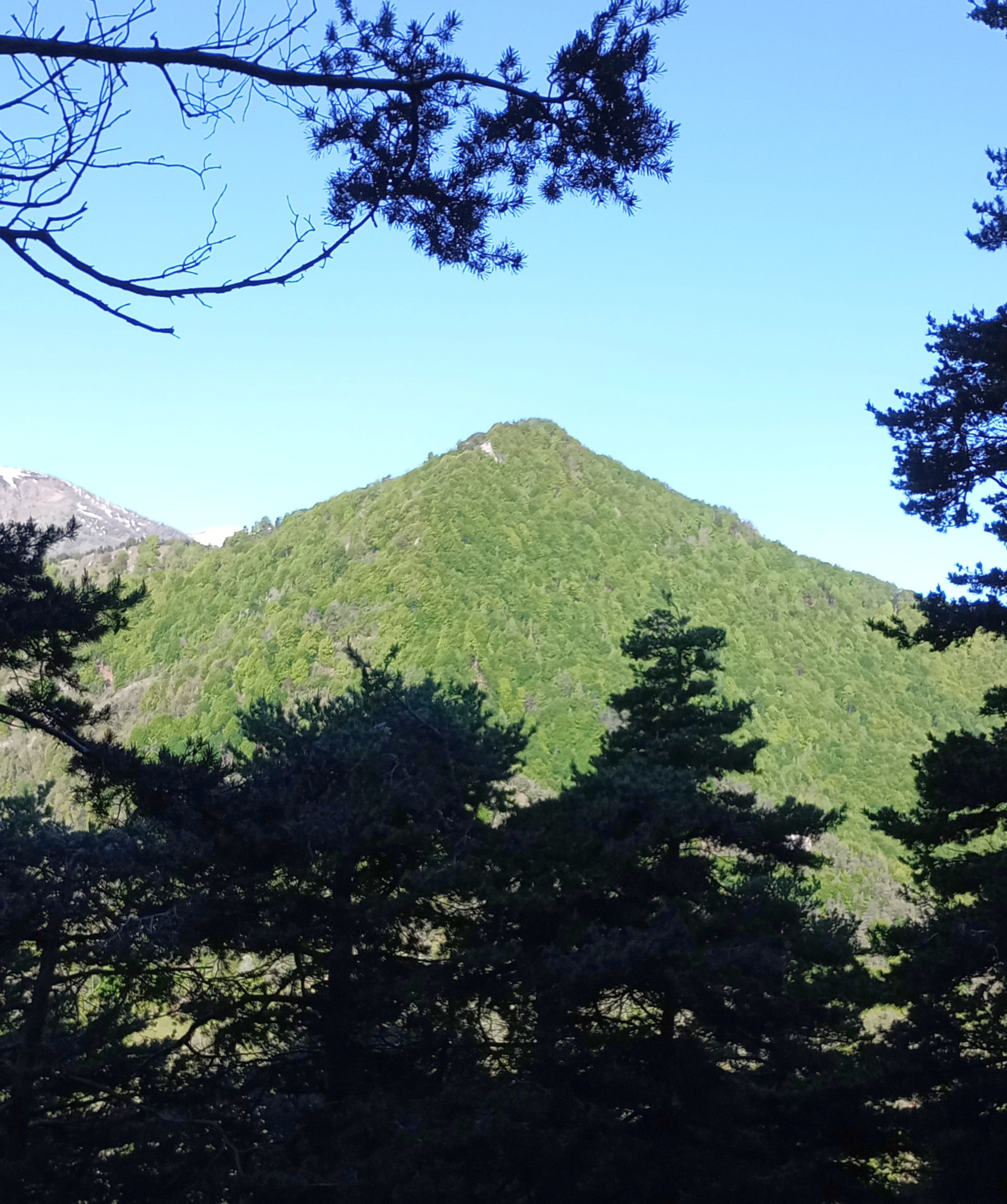
Vista del crinale est

La montagna è situata sul crinale divisorio tra il solco principale della valle Maira e uno dei suoi valloni laterali, il Cumbal Moschieres. Il crinale perde quota fino ai 1335 m del Colle Santa Margherita poi, dopo la modesta punta Steuna. si raccorda con lo spartiacque Maira/Grana in corrispondenza del Monte Chialmo (2020 m). Nella direzione opposta invece il crinale scende fino al colle Teje (1149 m), risale al monte Costa del Vallone (1286 m) e si esaurisce poi sul fondo della Val Maira tra Cartignano e Dronero. La zona è principalmente boscosa, anche se nei pressi della cima, sul suo versante sud-est, si trova una radura prativa. Il punto culminante è segnalato da una croce di vetta metallica sorretta da un basamento in pietra, che ospita un libro di vetta. La prominenza topografica del monte Teje è di 211 metri, ed è data dalla differenza tra la quota della sua cima e quella del punto di minimo costituito dal Colle di Santa Margherita.

## Storia

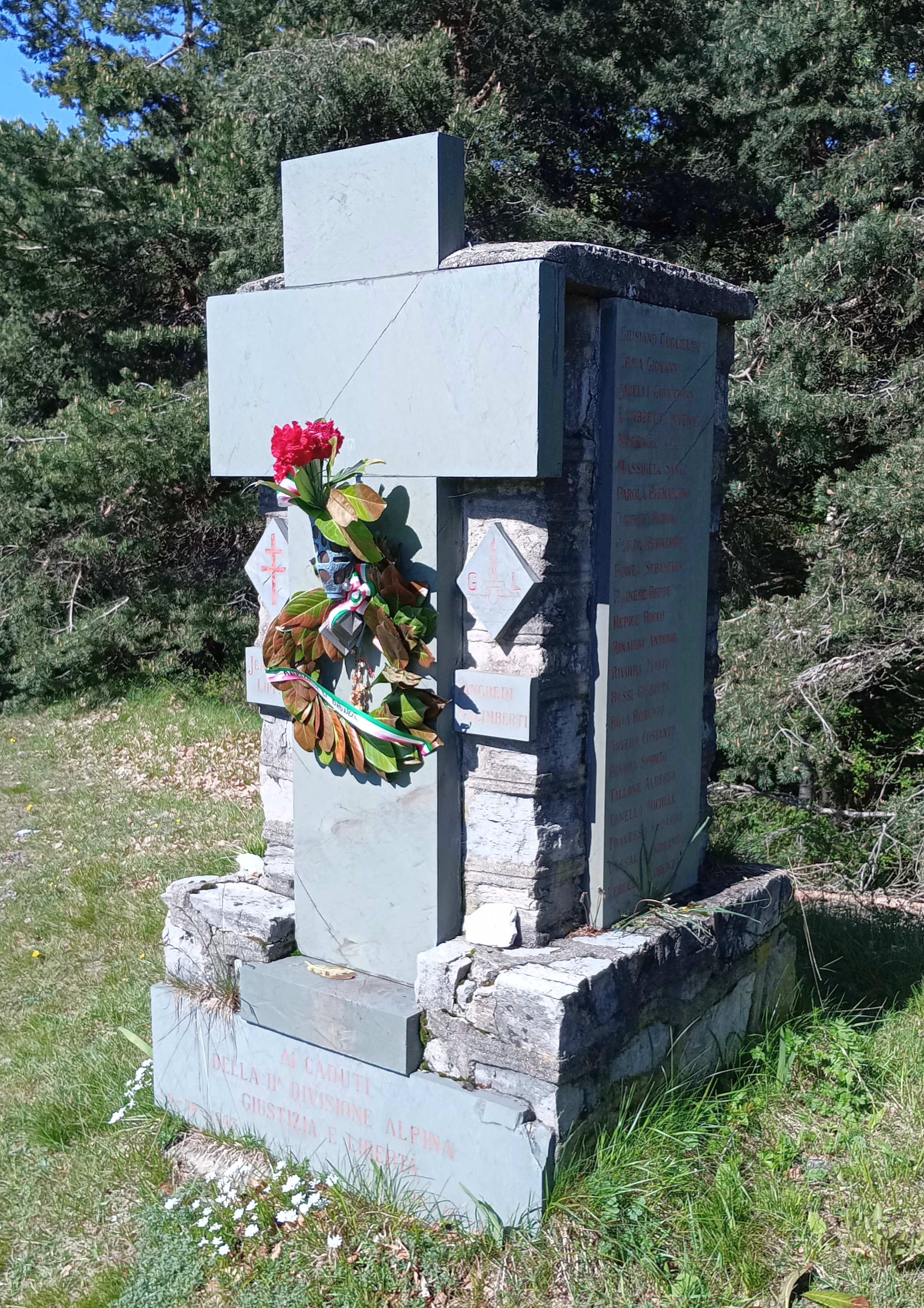
Memoriale partigiano nei pressi del Colle di Santa Margherita

Durante la Resistenza, nell'inverno del 1944 in Val Maira operavano formazioni partigiane garibaldine e gielline. Queste ultime provenivano da gruppi di combattenti legati a Italia libera, dove aveva combattuto nei mesi precedenti il comandante Duccio Galimberti, ferito in un rastrellamento nella vicina Val Grana. La formazione giellina, che presidiava il lato destro idrografico della vallata e aveva come comandante Detto Dalmastro, stabilì il proprio centro di comando nella frazione Santa Margherita, alle falde meridionali del Monte Tejè. La buona strutturazione militare della banda consentì ai partigiani di compiere numerose azioni nella zona circostante e di sfuggire ai vari rastrellamenti messi in atto dalle truppe nazifasciste. Poco lontano dal Colle di Santa Margherita sono oggi presenti cippi e lapidi in memoria degli eventi di quegli anni e dei caduti della formazione di Giustizia e Libertà. Poco a monte della borgata di Santa Margherita si trova inoltre il Rifugio Partigiano Detto Dalmastro, anch'esso dedicato alla memoria della Resistenza.

## Geologia

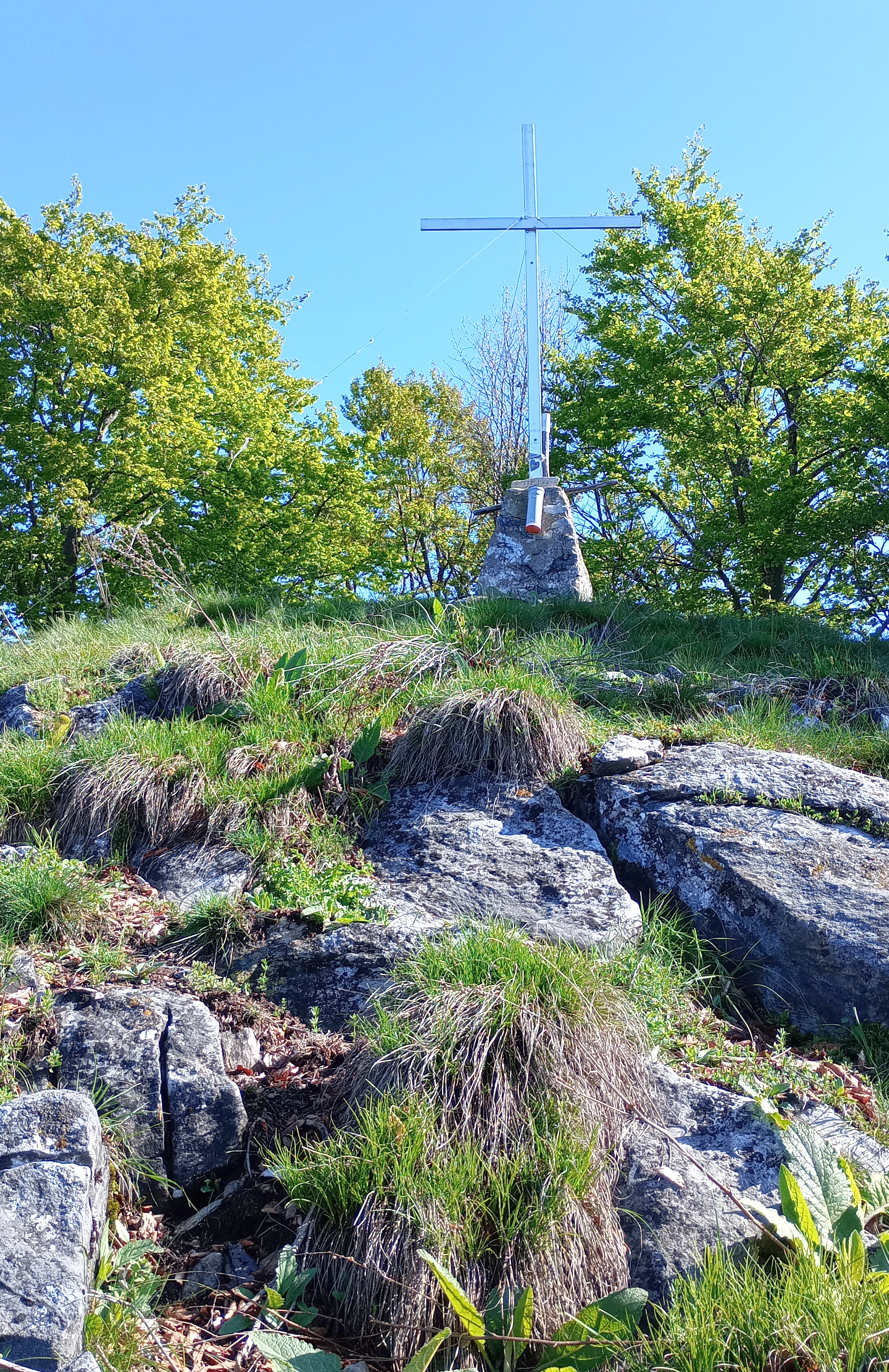
Affioramenti rocciosi presso la croce di vetta.

La zona dove sorge la montagna è caratterizzata da una culminazione di rocce di origine liassica sovrapposte a dolomie, queste ultime in continuità con quelle del monte Lombernardo.

## Accesso alla vetta
L'accesso alla vetta è di tipo escursionistico, con difficoltà valutata in E. Si può salire da San Damiano Macra, passando per il colle di Santa Margherita e percorrendo poi per tracce di sentiero la dorsale sud-ovest a partire dal Colle di Santa Margherita, oppure dal Colle Teje, seguendo la cresta est del monte. Questa seconda via di salita, pur rimanendo nell'ambito dell'escursionismo, è pressoché priva di sentiero ed è a tratti abbastanza disagevole. I due colli possono anche essere raggiunti da sud, con partenza dalle borgate dal Combal Moschieres. È possibile combinare gli itinerari di accesso in percorsi ad anello.